# Brwice
Brwice (deutsch Blankenfelde) ist ein Dorf der Gemeinde Chojna (Königsberg/Nm.) im Powiat Gryfiński (Kreis Greifenhagen)  der polnischen Woiwodschaft Westpommern. Der Ort hat ca. 210 Einwohner.

## Geographische Lage
Die Ortschaft  liegt in der Neumark, etwa acht Kilometer südöstlich des Stadtzentrums von Königsberg in der Neumark (Chojna). 

## Geschichte
Im Landbuch von 1337 ist Blankenfelde als deutsches Dorf aufgeführt mit 57 Hufen, davon 4 Pfarrhufen, 16 Hufen sind Mannlehn des Ritters Stauenow. Nach mehreren Besitzerwechseln ging der Ort an die Familie von Sack, welche diesen bis nach dem Dreißigjährigen Krieg besaßen. Vorübergehend war der halbe Besitz an das Königsberger Augustinerkloster verpfändet. 1797 kauften die von Tresckow das Gut und hatten dieses bis 1945.
Im Zweiten Weltkrieg war eine Abteilung des Luftfahrtministeriums, das Institut für Schwingungsforschung, nach Blankenfelde verlagert. 
Am Ende des Zweiten Weltkriegs besetzten  sowjetischen Truppen die umliegenden Dörfer schon am 31. Januar 1945, kamen aber erst am 4. Februar nach Blankenfelde. So konnten die Leute vom Institut und einige Bewohner fliehen. Bald danach wurde die Region unter polnische Verwaltung gestellt. In Blankenfelde begann anschließend die Zuwanderung polnischer Zivilisten. Diese kamen vorwiegend aus Gebieten östlich der Curzon-Linie. Ihre Herkunftsgebiete im früheren Ostpolen waren im Polnisch-Sowjetischen Krieg (1919–1921) von Polen erobert worden, fielen mit der sowjetischen Besetzung 1939 an die Sowjetunion, wurden beim deutschen Überfall auf die Sowjetunion 1941 deutsch besetzt und kamen nach Ende des Zweiten Weltkriegs zurück an die Sowjetunion. Blankenfelde erhielt den polnischen Namen Brwice. Ende Juni 1945 wurden die Dorfbewohner von der örtlichen polnischen Verwaltungsbehörde vertrieben. 
Zwischen 1882 und 1992 war Blankenfelde bzw. Brwice Bahnstation an der Bahnstrecke Stargard Szczeciński–Godków (Stargard in Pommern–Jädickendorf), die 1992 aus wirtschaftlichen Gründen von der Polnischen Staatsbahn aufgegeben wurde.

## Bevölkerungsentwicklung
| Jahr | Einwohner | Anmerkungen   |
| ---- | --------- | ------------- |
| 1858 | 445       | in 31 Häusern |
| 1933 | 308       | [ 2 ]         |
| 1939 | 265       | [ 2 ]         |

## Söhne und Töchter (Auswahl)
- Hermann von Tresckow (1818–1900), preußischer General der Infanterie